# Czaf wa Czamchale
Czaf wa Czamchale – miasto w Iranie, w ostanie Gilan. W 2016 roku liczyło 8840 mieszkańców.